# Качанівська виправна колонія № 54
49°27′44″ пн. ш. 36°28′02″ сх. д. / 49.4622° пн. ш. 36.46710556° сх. д.
Кача́нівська виправна́ коло́нія № 54 — виправна колонія управління Державної пенітенціарної служби України у Харкові, розташована у Слобідському районі міста по провулку Вишневому, 16.

## Історія колонії
У 1927 році на території колишньої садиби поміщика Качанова була організована філія Харківського БУПРа (будинку примусових робіт). У маєтку були організовані та розміщені майстерні з ремонту взуття, відкрита кузня з виготовленню сільськогосподарських знарядь праці. З 1941 року, коли місто Харків зайняли німці, БУПР було евакуйовано на схід. Після звільнення міста від німецьких військ наказом МВС Української РСР від жовтня 1943 року було оголошено про організацію промислової колонії на території колишньої садиби поміщика Качанова.
Сумну картину мала територія колонії: напівзруйновані будівлі, які були непридатні для життя, усюди запустіння. Колектив колонії власними силами узявся за відбудову будівель майбутньої колонії. Завдяки цьому перший етап засуджених був прийнятий у лютому 1944 року. У кінці 1948 року колонія була реорганізована на колонію для підлітків. Це внесло докорінні зміни в життя колективу. Віднині головним завданням усього колективу стало перевиховання підлітків, їх навчання в школі, набуттяя промислової кваліфікації.
У 1957 році колонія реорганізована в жіночу трудову колонію, де знаходились жінки з дітьми. Пізніше, у зв'язку з реорганізацією колонії у виправно-виховну установу, жінки з дітьми були переведені до Одеси. На рубежі 70-80 років колонія перетворилася у будівельний майданчик, велилися будівельні роботи, розгорталося виробництво. В результаті будується гордість колонії — «швейна фабрика».

## Сучасний стан
На теперішній час Качанівська виправна колонія № 54 — це кримінально-виконавча установа мінімального рівня безпеки з загальними умовами для тримання жінок, вперше засуджених до позбавлення волі на певний термін, на її території розташований та функціонує сектор середнього рівня безпеки для тримання жінок, засуджених до довічного позбавлення волі.
Нині начальником виправної колонії є полковник внутрішньої служби Шомахов Дмитро Олександрович.

## Відомі в'язні
- Тимошенко Юлія Володимирівна